# À corde tendue
Pour plus de détails, voir Fiche technique et Distribution.
À corde tendue est un téléfilm français réalisé par Pierre-Antoine Hiroz, produit par France 3 et TV5Monde et diffusé en 2013.

## Fiche technique
- Titre original : À corde tendue
- Réalisation : Pierre-Antoine Hiroz
- Scénario : Mikaël Ollivier
- Décors : Christel Roche-Chevalier
- Montage : Any Goirand
- Photographie : Denis Jutzeler
- Musique : Fabrice Aboulker – PEAM MUSIC / MOKSHA Productions
- Son : Jean-Pierre Favre
- Production : ADRENALINE Monique Bernard
France 3
TV5Monde
- Pays d’origine : France
- Langue : Français
- Durée : 91 minutes
- Genre : Comédie dramatique
- Dates de sortie : 15 décembre 2013

## Distribution
- Bruno Wolkowitch : Paul
- Pénélope-Rose Lévèque : Sandra
- Pierre Derenne : Bruno
- Danièle Évenou : Mireille
- Micky Sebastian : Agnès
- Clémence Thioly : Raphaëlle
- Margot Bancilhon : Marie